# Минутоли, Энрико
Энрико Минутоли (итал. Enrico Minutoli; неизвестно, Неаполь, Неаполитанское королевство — 17 июня 1412, Болонья, Папская область) — итальянский куриальный кардинал. Епископ Битонто с 1382 по 1383. Архиепископ Трани в 1383. Архиепископ Неаполя с сентября 1383 по 13 февраля 1400. Камерленго Священной Коллегии кардиналов с 1390 по 1412. Камерленго Святой Римской Церкви с 1 декабря 1406 по 17 июня 1412. Декан Священной Коллегии Кардиналов с мая 1408 по 17 июня 1412. Кардинал-священник с титулом церкви Сант-Анастазия с 18 декабря 1389 по 1405. Кардинал-епископ Фраскати с 1405 по 2 июля 1409. Кардинал-епископ Сабины с 2 июля 1409 по 17 июня 1412.

## Ранние годы
Родился Энрико Минутоли в Неаполе, дата рождения неизвестна. Происходил из знатной семьи. Его также указывали как Арриго Капече Минутоли и его фамилия также указывалась как Минутоло. Его называли кардиналом Неаполитанским. Другим кардиналом из семьи, по материнской линии, был: Энрико Энрикес (1753 год).

## Епископ
В 1382 году Энрико Минутоли был избран Папой Урбаном VI епископом Битонто. Где, когда и кем был рукоположен в епископы информация была не найдена. Продвинут к митрополии Трани в 1383 году. В сентябре 1383 году переведён в Неаполь. 

## Кардинал
Возведён в кардинала-священникас титулом церкви Сант-Анастазия на консистории от 18 декабря 1389 года, сохранял управление своей епархией до 13 февраля 1400 года.
Камерленго Священной Коллегии кардиналов с 1390 года по 1412 год. Присоединился к пизанском послушанию в 1409 году, подтверждён как камерленго Священной Коллегии кардиналов антипапой Александром V, но ему пришлось разделить пост с псевдокардиналом Амедео ди Салуццо. Архипресвитер патриаршей Либерийской базилики в 1396 году. 
Участвовал в Конклаве 1404 года, который избрал Папу Иннокентия VII. В 1405 году кардинал Энрико Минутоли был избран для сана кардиналов-епископов и субурбикарной епархии Фраскати.  
Участвовал в Конклаве 1406 года, который избрал Папу Григория XII. Камерленго Святой Римской Церкви с 1 декабря 1406. Сопровождал Папу в Сиену и оставался на пять месяцев; он покинул Папу в январе 1409 года для участия в Пизанском соборе. Декан Священной Коллегии Кардиналов с мая 1408 года.  
Участвовал в Антиконклаве 1409 года, который избрал антипапу Александра V. 2 июля 1409 года кардинал Энрико Минутоли был избран для субурбикарной епархии Сабины. 
Участвовал в Антиконклаве 1410 года, который избрал антипапу Иоанна XXIII. Легат антипапы Иоанна XXIII в Болонье и генеральный викарий в Ферраре и Фриули. 
Скончался кардинал Энрико Минутоли 17 июня 1412 года, в Болонье. Похоронен в великолепном мавзолее в капелле Минутоли в кафедральном соборе Неаполя.